# Missouri Pacific Railroad
El Missouri Pacific Railroad (comúnmente abreviado como MoPac y conocido por su acrónimo MP), fue uno de los primeros ferrocarriles en los Estados Unidos que se encontraban ubicados al oeste del Río Mississippi. MoPac era categorizado como un ferrocarril de Clase I que surgió como consecuencia de varias fusiones.